# Sead Sušić
Sead Sušić (* 3. ledna 1953, Zavidovići) je bývalý jugoslávský fotbalista bosňácké národnosti, útočník. Jeho mladším bratrem je bývalý fotbalista Safet Sušić.

## Fotbalová kariéra
Začínal v týmu  FK Crvena zvezda, se kterým  vyhrál dvakrát jugoslávskou ligu a jednou pohár. Dále hrál v North American Soccer League za Colorado Caribous a Toronto Blizzard a v Belgii za RFC de Liège a RWD Molenbeek. V Poháru mistrů evropských zemí nastoupil ve 3 utkáních a dal 1 gól, v Poháru vítězů pohárů nastoupil v 7 utkáních a v Poháru UEFA nastoupil v 9 utkáních a dal 1 gól. Za reprezentaci Jugoslávie nastoupil v roce 1977 v utkání kvalifikace Mistrovství světa ve fotbale 1978 proti Španělsku. 

## Ligová bilance
| Ročník                                          | Zápasy | Góly | Klub                   |
| ----------------------------------------------- | ------ | ---- | ---------------------- |
| Jugoslávská Prva liga 1970/1971                 | 1      | 0    | Crvena zvezda Bělehrad |
| Jugoslávská Prva liga 1971/1972                 | 12     | 2    | Crvena zvezda Bělehrad |
| Jugoslávská Prva liga 1972/1973                 | 2      | 0    | Crvena zvezda Bělehrad |
| Jugoslávská Prva liga 1973/1974                 | 0      | 0    | Crvena zvezda Bělehrad |
| Jugoslávská Prva liga 1974/1975                 | 11     | 1    | Crvena zvezda Bělehrad |
| Jugoslávská Prva liga 1975/1976                 | 26     | 9    | Crvena zvezda Bělehrad |
| Jugoslávská Prva liga 1976/1977                 | 13     | 7    | Crvena zvezda Bělehrad |
| Jugoslávská Prva liga 1977/1978                 | 14     | 6    | Crvena zvezda Bělehrad |
| North American Soccer League (1968–1984) 1978   | 15     | 6    | Colorado Caribous      |
| North American Soccer League (1968–1984) 1978   | 7      | 5    | Toronto Blizzard       |
| 1. belgická liga 1978/1979                      | 25     | 13   | RFC de Liège           |
| 1. belgická liga 1979/1980                      | 6      | 3    | RFC de Liège           |
| 1. belgická liga 1980/1981                      | 9      | 3    | RWD Molenbeek          |
| 1. belgická liga 1981/1982                      | 13     | 3    | RWD Molenbeek          |
| CELKEM 1. jugoslávská liga                      | 79     | 25   |                        |
| CELKEM 1. belgická liga                         | 53     | 22   |                        |
| CELKEM North American Soccer League (1968–1984) | 22     | 11   |                        |